# Spalacosostea pselaphoides
Spalacosostea pselaphoides is een keversoort uit de familie ruighaarkevers (Dryopidae). De wetenschappelijke naam van de soort werd in 1996 gepubliceerd door Kodada.